# Tryssogobius
Tryssogobius là một chi của Họ Cá bống trắng.

## Các loài
Chi này hiện hành có các loài sau đây được ghi nhận:
- Tryssogobius colini Larson & Hoese, 2001 (Colin's fairygoby)
- Tryssogobius flavolineatus J. E. Randall, 2006 (Yellow-lined fairygoby)
- Tryssogobius longipes Larson & Hoese, 2001 (Longfin fairygoby)
- Tryssogobius nigrolineatus J. E. Randall, 2006 (Deepreef fairygoby)
- Tryssogobius porosus Larson & I. S. Chen, 2007
- Tryssogobius quinquespinus J. E. Randall, 2006 (Fivespine fairygoby)
- Tryssogobius sarah G. R. Allen & Erdmann, 2012